# Elezione imperiale del 1745

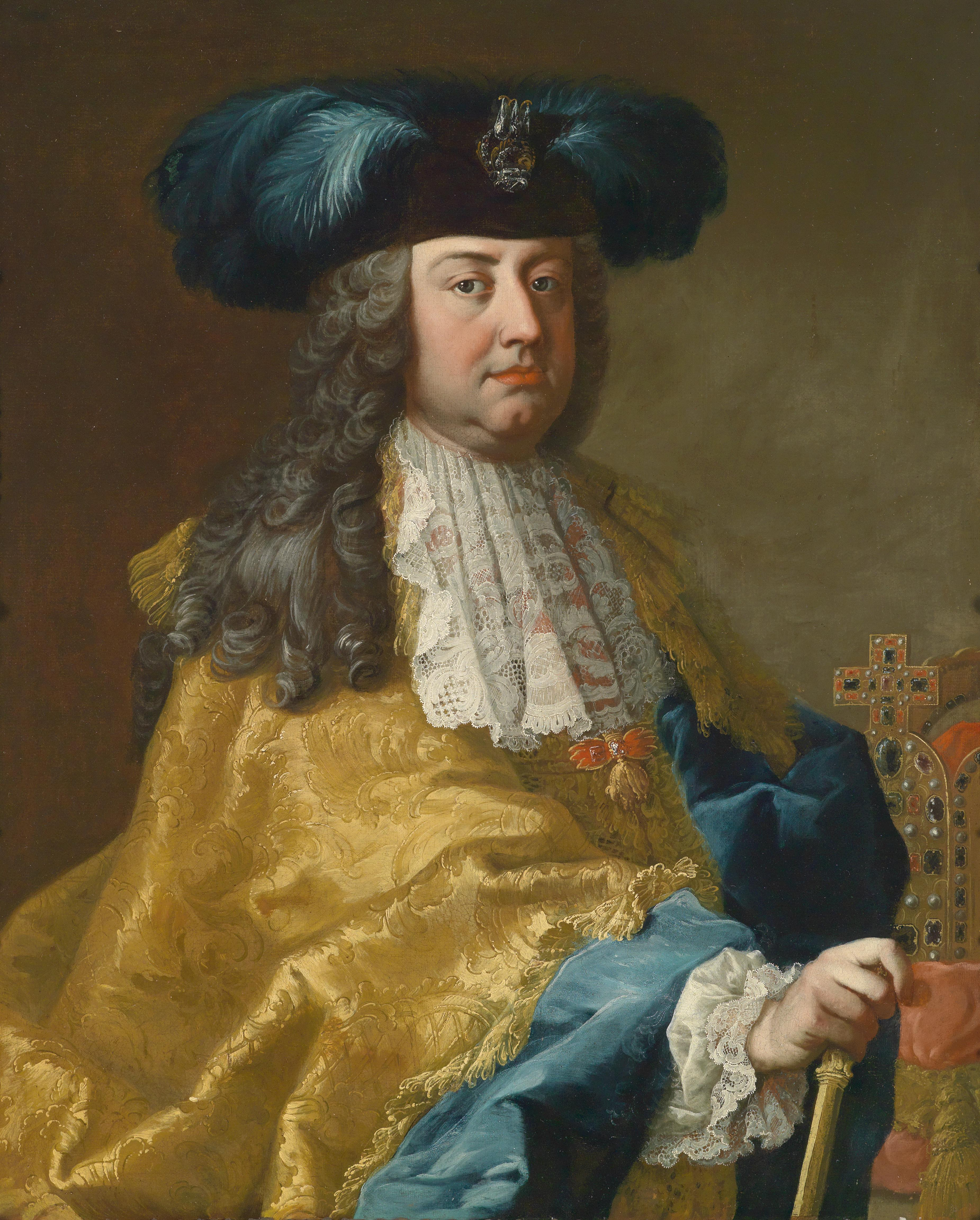
L'imperatore Francesco I di Lorena

L'elezione imperiale del 1745 si è svolta a Francoforte sul Meno il 13 settembre 1745.

## Contesto storico
Nel 1740 la successione di Maria Teresa d'Austria nei domini ereditari degli Asburgo, conformemente alle disposizioni della Prammatica Sanzione promulgata da suo padre, l'imperatore Carlo VI d'Asburgo, e non riconosciuta da Prussia, Francia, Baviera e altri stati, aveva provocato lo scoppio della guerra di successione austriaca. Nel 1742 l'elettore Carlo Alberto di Baviera era riuscito a farsi eleggere imperatore, spezzando così tre secoli di monopolio asburgico sul trono imperiale, ma la sua morte, avvenuta il 20 gennaio del 1745, lasciò nuovamente vacante la corona.

## Principi elettori
| Principe elettore | Principe elettore                | Titolo elettorale          | Altri titoli                                                                                    | Confessione |
| ----------------- | -------------------------------- | -------------------------- | ----------------------------------------------------------------------------------------------- | ----------- |
|                   | Johann Friedrich Karl von Ostein | Arcivescovo di Magonza     |                                                                                                 | Cattolico   |
|                   | Franz Georg von Schönborn        | Arcivescovo di Treviri     | Vescovo di Worms                                                                                | Cattolico   |
|                   | Clemente Augusto di Baviera      | Arcivescovo di Colonia     | Vescovo di Münster Vescovo di Paderborn Vescovo di Osnabrück Gran Maestro dell'Ordine Teutonico | Cattolico   |
|                   | Maria Teresa d'Austria           | Regina di Boemia           | Arciduchessa d'Austria Regina d'Ungheria                                                        | Cattolica   |
|                   | Massimiliano III di Baviera      | Duca di Baviera            |                                                                                                 | Cattolico   |
|                   | Federico Augusto II di Sassonia  | Duca di Sassonia           | Re di Polonia Granduca di Lituania                                                              | Cattolico   |
|                   | Federico II di Prussia           | Margravio di Brandeburgo   | Re in Prussia                                                                                   | Calvinista  |
|                   | Carlo Teodoro del Palatinato     | Conte Palatino del Reno    |                                                                                                 | Cattolico   |
|                   | Giorgio Augusto di Hannover      | Duca di Brunswick-Lüneburg | Re di Gran Bretagna Re d'Irlanda                                                                | Luterano    |

## Esito
Maria Teresa riuscì a stipulare un importante accordo, la pace di Füssen, con il figlio di Carlo Alberto, Massimiliano III di Baviera, ottenendo il suo sostegno nell'imminente elezione imperiale. Il marito di Maria Teresa, Francesco Stefano di Lorena, venne dunque eletto imperatore il 13 settembre 1745 con i voti favorevoli di tutti i principi elettori ad esclusione di quelli di Brandeburgo e Palatinato, che si astennero, e fu incoronato nel Duomo di Francoforte sul Meno il 4 ottobre di quell'anno.